# Snuff Said
Snuff Said è un album degli Snuff  pubblicato nel 1989 e successivamente ristampato nel 1996 dalla casa discografica Fat Wreck Chords.

## Tracce
1. Words Of Wisdom – 3:00
2. Somehow – 3:49
3. Now You Don't Remember – 1:36
4. Not Listening – 2:28
5. HM Trout – 3:28
6. Too Late – 1:38
7. Another Girl – 3:11
8. I Think We're Alone Now – 1:51
9. Win Some Lose Some – 3:11
10. Pass Me By – 2:21
11. Keep The Beat – 2:14
12. Night Of The Li's – 1:10
13. Purple Haze – 2:07
14. Little Git – 1:33
15. What Kind Of Love – 2:12

## Formazione
- Duncan Redmonds - voce, batteria
- Simon Wells - chitarra
- Andy Crighton - basso